# Majosfalva
Majosfalva (1899-ig Moys, szlovákul Mojš) község Szlovákiában, a Zsolnai kerületben, a Zsolnai járásban.

## Fekvése
Zsolnától 10 km-re keletre, a Vág jobb partján fekszik.

## Története
1419-ben „Vasarfalva”, 1438-ban „Vassanfalua” illetve „Mayusfalwa” néven említik. 1504-ben „Moysfalwa” alakban találjuk.1504-ben Mislenovics Horváth Márk és felesége, Magyar Benigna, valamint Márk testvérei: János, Máté és András megvették Mojsfalva és Felsővadicsó birtokokat a Vásonfalvi- és Záborszky családtól. De amikor Márkot és nejét, továbbá osztályos atyafiait: Jánost, Kolonics Pétert, Mátyást, Mátét és András deákot még ugyanabban az évben be akarták iktatni Majosfalva és Felsővadicsó birtokokba és a rudinai kúriába, a Szunyogh-, Hatnai- és a Rudinai Csicskán családok ellentmondottak. 1509-ben Kereky (Vázsonyi) Gergely feleségével, Magyar Benignával együtt Majosfalva (másképp Vásonfalva) és Felsővadicsó egész birtokokat a majosfalvi kúriával együtt szolgálata fejében Bojnicsics Horváth Györgynek adományozta, majd pedig visszaadták Zsolnának a Benigna előző férje, Horváth Márk által elvett zsolnai soltészságot és Krasznó falut is.
1526-ban "Moys" alakban tűnik fel az oklevelekben. Neve a régi magyar Mojs személynévből származik. A Mojs és a Záborszky család birtoka volt. 1598-ban 8 háza állt. 1720-ban 9 adózó portát számláltak. 1784-ben 26 házában 33 család és 189 lakos élt. 
A 18. század végén Vályi András így ír róla: „MOJS. Tót falu Trentsén Várm. földes Urai több Urak, lakosai katolikusok, fekszik Tepliczának szomszédságában, és annak filiája, határja jó, vagyonnyai külömbfélék.”
1828-ban 26 háza és 267 lakosa volt. Lakói főként mezőgazdasággal és állattartással foglalkoztak.
Fényes Elek 1851-ben kiadott geográfiai szótárában így ír a faluról: „Moys, tót falu, Trencsén vármegyében, a Vágh jobb partján, egy szép termékeny sikságon: 248 kath., 4 zsidó lak. F. u. többen. Ut. postája Trencsén.”
A trianoni békéig Trencsén vármegye Zsolnai járásához tartozott.

## Népessége
| Év:            | 1994. | 2004.   | 2014.     | 2024.    |
| -------------- | ----- | ------- | --------- | -------- |
| Emberek száma: | 490   | 450     | 924       | 1496     |
| Eltérés:       |       | -8,16 % | +105,33 % | +61,90 % |

| Év:            | 2023. | 2024.   |
| -------------- | ----- | ------- |
| Emberek száma: | 1450  | 1496    |
| Eltérés:       |       | +3,17 % |

1880-ban 226-an lakták, ebből 202 szlovák, 16 német, 3 magyar anyanyelvű és 5 csecsemő volt.
1910-ben 305-en lakták, ebből 302 szlovák, 2 német és 1 magyar anyanyelvű volt.
2001-ben 474 lakosából 473 szlovák volt.
2011-ben 662 lakosából 632 szlovák volt.
2021-ben 1311-en lakták, ebből 1260 (+4) szlovák, 1 (+3) magyar, (+2) ruszin, 12 (+1) egyéb és 38 ismeretlen nemzetiségű volt.

## Híres személyek
- Itt született 1803-ban Majorszky János bölcseleti és jogi doktor, ügyvéd.
- Innen származtatják Moys nádor családját.[7] Két Moys (Mojs) nádor is szolgálta a királyt, I. Mojs (1229-1230) és II. Mojs (1270-1272). Leszármazási táblájuk megtalálható a wikibooks ban. Lásd még: Horkowics-Kovács[8]

## Nevezetességei
- Klasszicista kúriája a 19. század elején épült.

## Külső hivatkozások
- Községinfó
- Majosfalva Szlovákia térképén
- A község Zsolna város turisztikai oldalán
- E-obce.sk[halott link]